# جمهوری شوروی سوسیالیستی گرجستان
جمهوری سوسیالیستی گرجستان شوروی یا گرجستان شوروی، یکی از ۱۵ جمهوری تشکیل‌دهندهٔ اتحاد جماهیر شوروی بود. این جمهوری در تاریخ ۲۵ فوریه ۱۹۲۱ تشکیل شد.
تا دسامبر ۱۹۳۶، این جمهوری همراه با آذربایجان شوروی و ارمنستان شوروی، مجموعاً تشکیل جمهوری سوسیالیستی ماورای قفقاز شوروی را می‌دادند. از دسامبر ۱۹۳۶ میلادی، گرجستان شوروی به صورت یک جمهوری نیمه خودمختار درآمد. در ۱۵ نوامبر ۱۹۹۰ میلادی، یعنی در آستانهٔ فروپاشی شوروی، گرجستان شوروی به جمهوری گرجستان تغییر نام داد و سرانجام در ۹ آوریل ۱۹۹۱ اعلام استقلال کامل کرد.

## تاریخچه

### تأسیس
در ۲۸ نوامبر سال ۱۹۱۷ بعد از انقلاب اکتبر در روسیه، در تفلیس نهاد شورای قفقاز تأسیس شده بود.
جمهوری سوسیالیستی گرجستان شوروی در ۲۵ فوریه ۱۹۲۱ تأسیس شد. در ۲ مارس همان سال اولین قانون اساسی گرجستان شوروی مورد تأیید قرار گرفت.

### جمهوری سوسیالیستی ماورای قفقاز شوروی
گرجستان شوروی، از ۱۲ مارس ۱۹۲۲ تا ۵ دسامبر ۱۹۳۶ بعنوان بخشی از جمهوری سوسیالیستی ماورای قفقاز شوروی شناخته می‌شد. در دسامبر ۱۹۳۶ میلادی، جمهوری سوسیالیستی ماورای قفقاز شوروی منحل شد، بدین صورت که دولت شوروی با اعمال فشار بر گرجی‌ها باعث شد تا گرجی‌ها از حاکمیت بر مناطق وسیعی از ترکیه (شامل استان باتومی و تائو-کلارجتی) آذربایجان (شامل استان هرِتی/سَین گیلو)، ارمنستان (منطقه لوری) و منطقه‌ای در شرق گرجستان صرف نظر کنند.
در دسامبر ۱۹۳۶ میلادی، جمهوری سوسیالیستی ماورای قفقاز شوروی منحل و به سه جمهوری نیمه خودمختار تبدیل شد. این سه جمهوری عبارت بودند از: جمهوری سوسیالیستی ارمنستان شوروی، جمهوری سوسیالیستی آذربایجان شوروی و جمهوری سوسیالیستی گرجستان شوروی.

### جنگ جهانی دوم
یکی از عمده دلایل عملیات بارباروسا در ۱۹۴۱ توسط هیتلر، دستیابی به مناطق نفت خیز قفقاز بود. اما نیروهای محور آلمان‌ها به گرجستان نرسیدند. کشور دارای ۷۰۰٫۰۰۰ سرباز(۳۵۰٫۰۰۰ کشته شدند) در ارتش سرخ بود و منبع مهم منسوجات و مهمات بود. در دورهٔ استالین که خودش نیز زاده گرجستان بود، دستور اخراج مردم چچن، مردم اینگوش، قره چای‌ها و بالکارها از شمال قفقاز به اتهام همکاری با نازی‌ها داده شد. آنها به آسیای مرکزی و صربستان منتقل شدند.

### دورهٔ پس از استالین
در ۹ مارس ۱۹۵۶ در حدود یکصد دانش آموز گرجی بعلت اعتراض به سیاست‌های استالین زدایی که توسط نیکیتا خروشچف انجام می‌شد کشته شدند. در اواسط همین دهه بود که اینگونه اختلافات منجر به تصمیم برای ساخت یک قدرت واحد گرجی در محفل کمونیستی گرج شد.

### پایان دورهٔ شوروی
در پایان دهه ۸۰ میلادی خشونت میان مسئولان کمونیست، جنبش بازخیزگیری ملی گرجستان و جنبش ملی گرایان بالا گرفت. در ۹ آوریل ۱۹۸۹ نیروهای شوروی بیان صلح را شکسته و وارد ساختمان دولت در تفلیس شدند. ۲۰ گرجی کشته و صدها تن مجروح و مسموم شدند. این اقدام منجر به رادیکالیزه شدن سیاست‌های گرجستان شد و بسیاری حتی کمونیست‌های گرجستان بر این باور شدند که استقلال به مراتب بهتر از اطاعت از قوانین شوروی است.
در ۲۸ اکتبر ۱۹۹۰، انتخابات دموکراتیک پارلمان انجام و در ۱۵ نوامبر کشور به «جمهوری گرجستان» تغییر نام داد. در ۹ آوریل ۱۹۹۱ اعلام استقلال صورت پذیرفت. در ۲۴ اوت ۱۹۹۵ بر پایهٔ همان قانون اساسی در سال ۱۹۲۱ قانون جدیدی اعمال و اعلام گشت و نام کشور به گرجستان تغییر یافت.

## نگارخانه

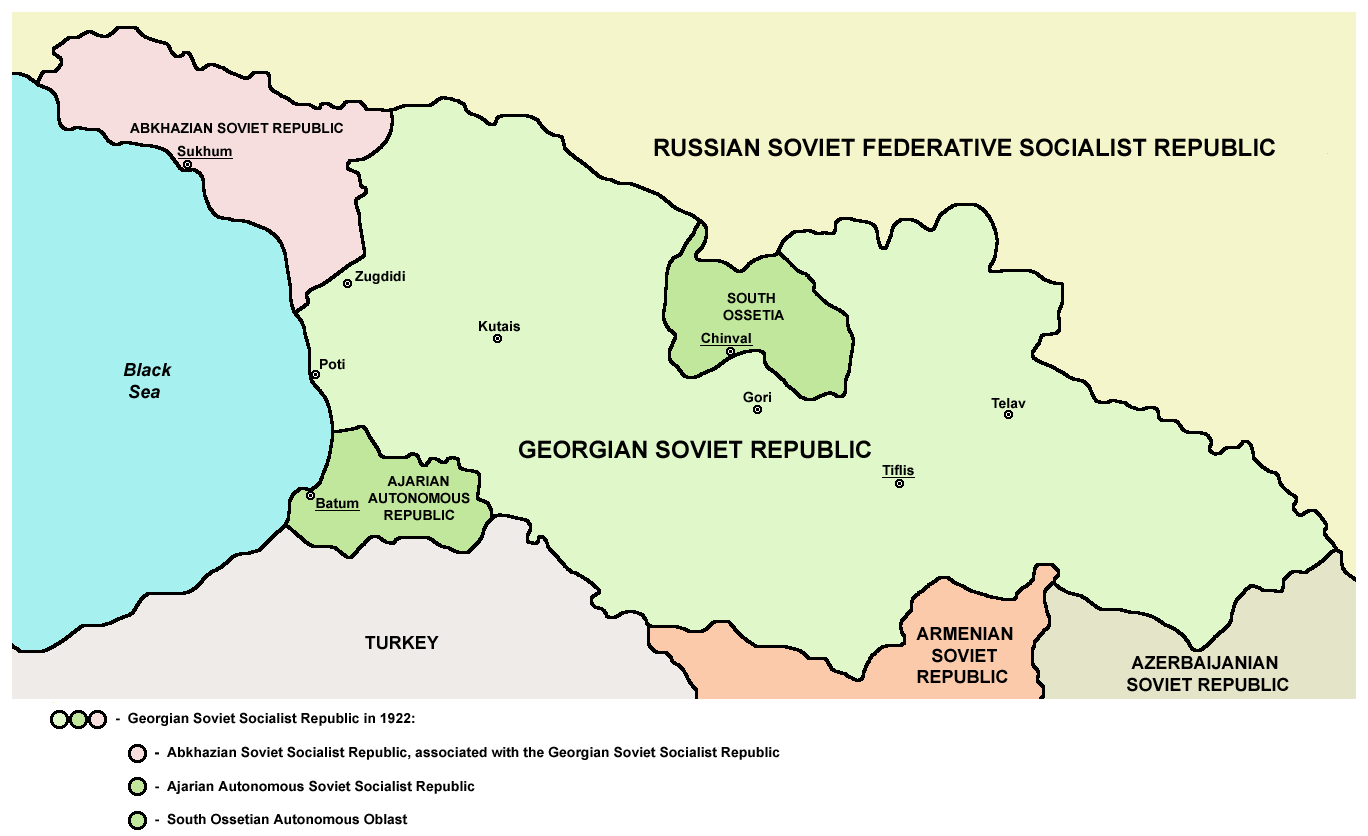
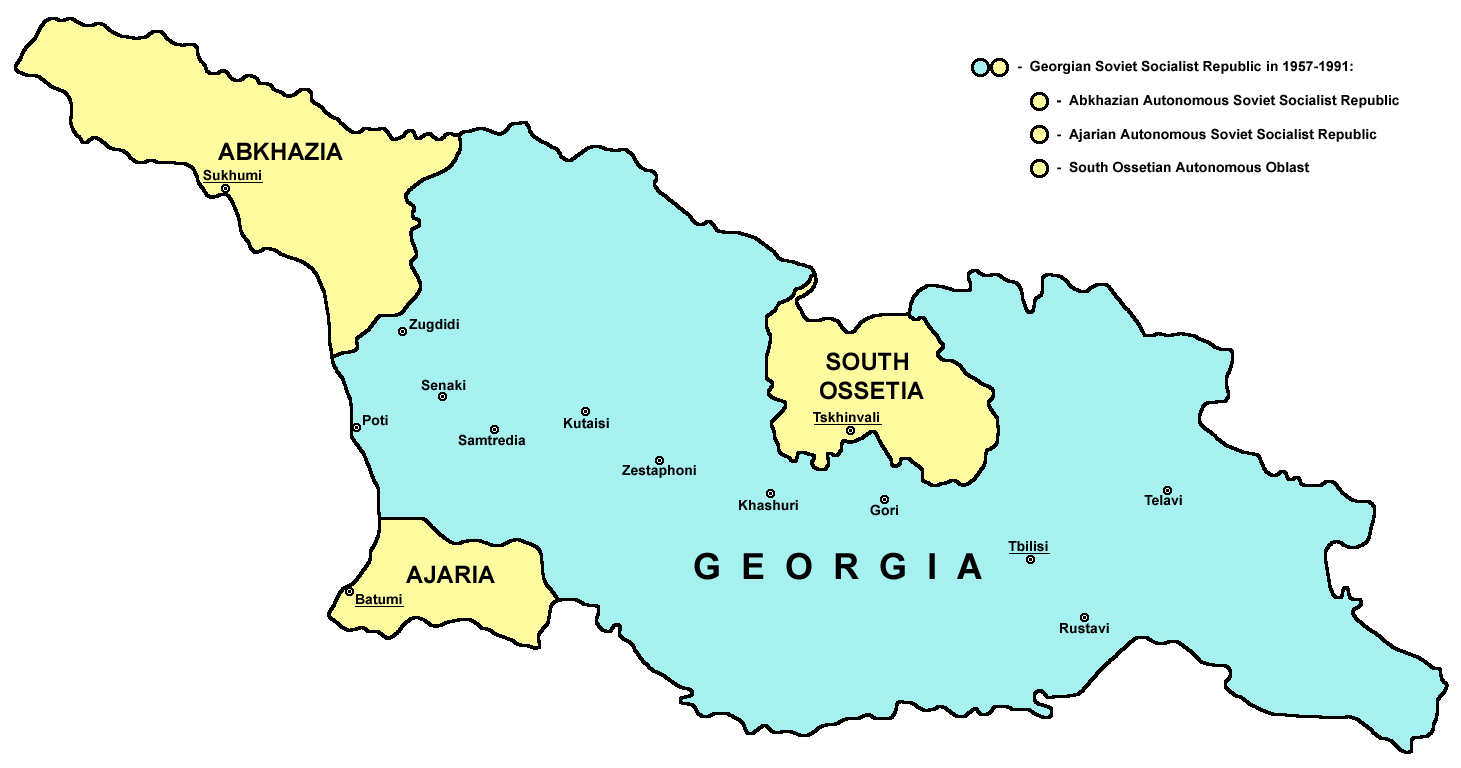